# Monks Risbridge
Monks Risbridge 1858–1988 när det uppgick i Barnardiston, i distriktet West Suffolk i grevskapet Suffolk i England. Civil parish är belägen 20 km från Bury St Edmunds. Civil parish hade 0 invånare år 1961.